# 菲爾德自然史博物館
菲爾德自然史博物館（英語：Field Museum of Natural History）是一座位於美國伊利諾州芝加哥的自然历史博物馆，創立於1893年。該博物館是世界上最大的自然史博物館之一，因其教育和科學項目的規模和展品而成為芝加哥最受歡迎的旅遊景點，每年吸引多達200萬遊客到訪參觀，該博物館收藏超過化石、史前文化、寶石、隕石、豐富的人類學文化，總計約超過2400萬件標本和物品，以及超過275,000種書籍、期刊和影像檔案。
館舍名稱是紀念博物館第一位主要贊助者馬歇爾·菲爾德，館舍最初的藏品則是來自1893年芝加哥哥伦布纪念博览会上展示的文物，當代該博物館則專注於生物系統學、進化生物學、地質學、考古學、民族學和物質文化領域，為博物館的學術研究和展覽提供支持。同時也積極與公共節目和教育計劃密切合作。該博物館所轄的教職員工和科研人員也在各大洲進行實地考察、行生物多樣性和文化研究、培訓並本地和外國學生及管理豐富的標本和文物收藏。

## 歷史

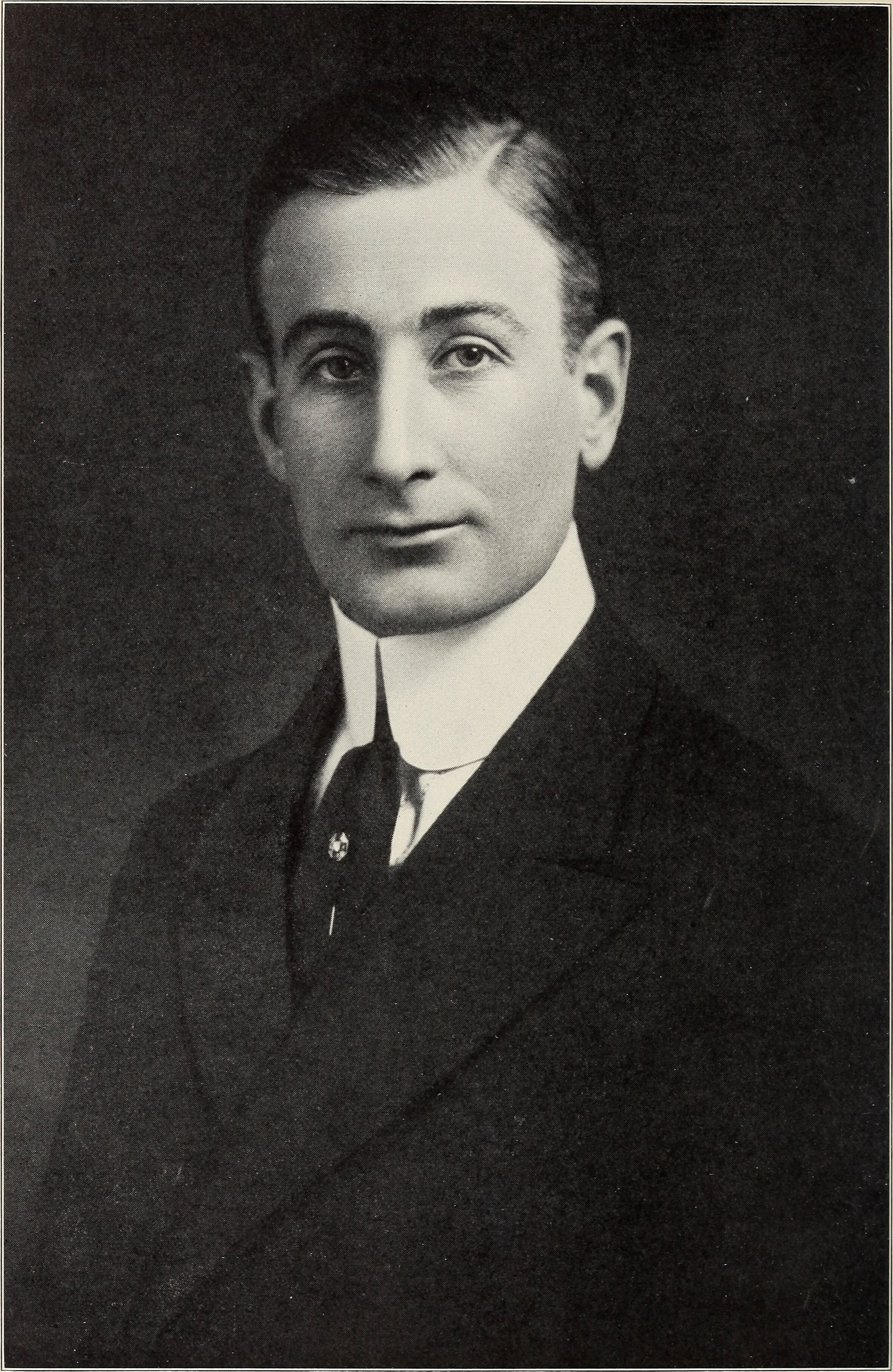
史丹利·菲爾茲，菲爾德自然史博物館的第一任館長，1906年所攝

菲爾德自然史博物館及其藏品的起源來自1893年芝加哥哥伦布纪念博览会上展示的文物。為了使子孫後代能夠收藏博覽會公開的展品和收藏品，美國商業巨匠愛德華·E·艾耶爾說服商人馬歇爾·菲爾德資助建立一座全新的博物館。隨後博物館於1893年9月16日於伊利諾伊州成立，原名為「芝加哥哥倫布博物館」其成立的目的是「積累和傳播知識，以及保存、展示藝術、考古、科學和歷史相關的文物」，當時博物館使用原博览会的美術宮作為館舍使用。該處現在是科學與工業博物館的所在地。
1905年，以紀念菲爾德並反映其對自然科學的關注，因而將博物館更名為菲爾德自然歷史博物館。後在1943年至1966年期間曾改名為稱為芝加哥自然歷史博物館。1921年，博物館從傑克遜公園的原址遷移至位於市中心附近的芝加哥公園區現址。到1930年代後期，菲爾德博物館和紐約的美國自然史博物館，和華盛頓特區的美国国立自然历史博物馆譽為美國三大博物館之一。
除了屢獲殊榮的展覽、特展和相關活動之外，博物館還通過不斷發展、擴大收藏範圍和科學研究成果來保持其聲譽。當代菲爾德博物館是芝加哥湖濱博物館園區的一部分。
據報導，2015年，一名員工在截至2014年的7年內騙取了博物館900,000美元。

## 常設展覽

### 生命
菲爾德自然史博物館展示了許多動物標本與模型，如來自亞洲與非洲的哺乳動物，讓遊客可以近距離觀察動物棲息地與行性等行為的各種棲息地，被展出的還有1898年建築肯雅-烏干達鐵路期間殺害約6人的察沃河食人獅的標本。
此外，在進化的星球展區則以「生命的進化」為主題。展示了包括40億年以來地球曾存在的單細胞生物、二疊紀 合弓綱、恐龍、已滅絕哺乳動物和早期原始人的化石與樣本。[31]當前菲爾德博物館的收藏包括1100多個編目標本，其中包括 46 個正模標本。基礎突觸的集合包括 29 種干酪、蛇齒龍、依達脊龍、瓦拉諾皮和蝶齒龍的全型——約佔已編目標本的88%。現存最完整的暴龍化石「蘇」（Sue）收藏於此地。

### 文化
菲爾德自然史博物館文化館共可分類至古埃及、古代美洲、古代中國三區，其中古埃及館內部還原了古埃及人的生活。並展出了23具木乃伊以及許多木乃伊動物。該展覽還展示了第五王朝的最後一位法老王烏尼斯的兒子Unas-Ankh在馬斯塔巴發現的棺材及兩個墳墓結構複製品。還展示以日常生活文物為主題的古老市場、女神芭絲特的神殿，以及展示死者面對來世準備過程的立體模型。古代美洲館則展示了西半球自13,000年來的人類智慧和成就參觀者可以了解從北極到南美洲頂端的這些大陸上人類發展的史詩故事。
古代中國方面，該博物館收藏3.3萬多件中國文物，設有「唐仲英中國館」，展品包括紀念唐朝哥舒翰率軍收復青海石堡城的「八棱碑」，碑文可能是著名書法家顏真卿所書。此外該博物館也展示非洲、大洋洲文化相關的展覽。博物館每天上午 9:00 至下午 5:00 開放。

## 圖片集

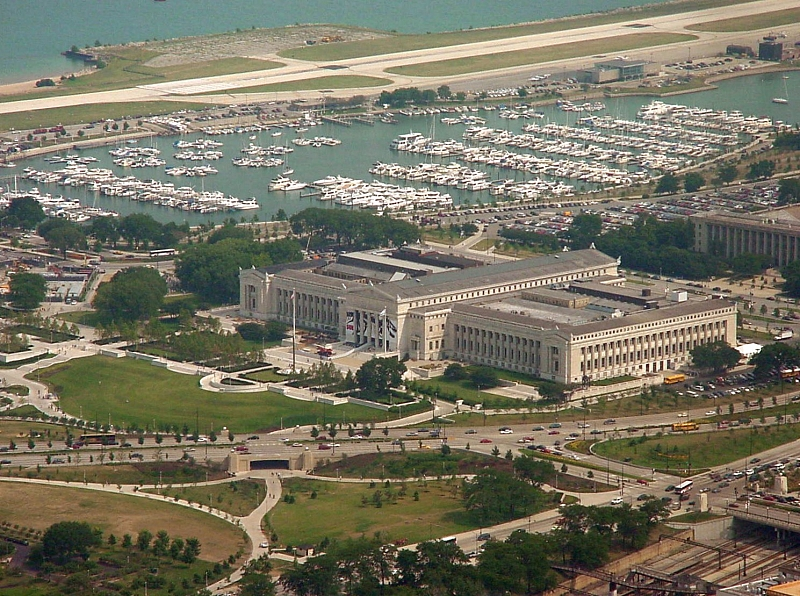
博物館鳥瞰圖
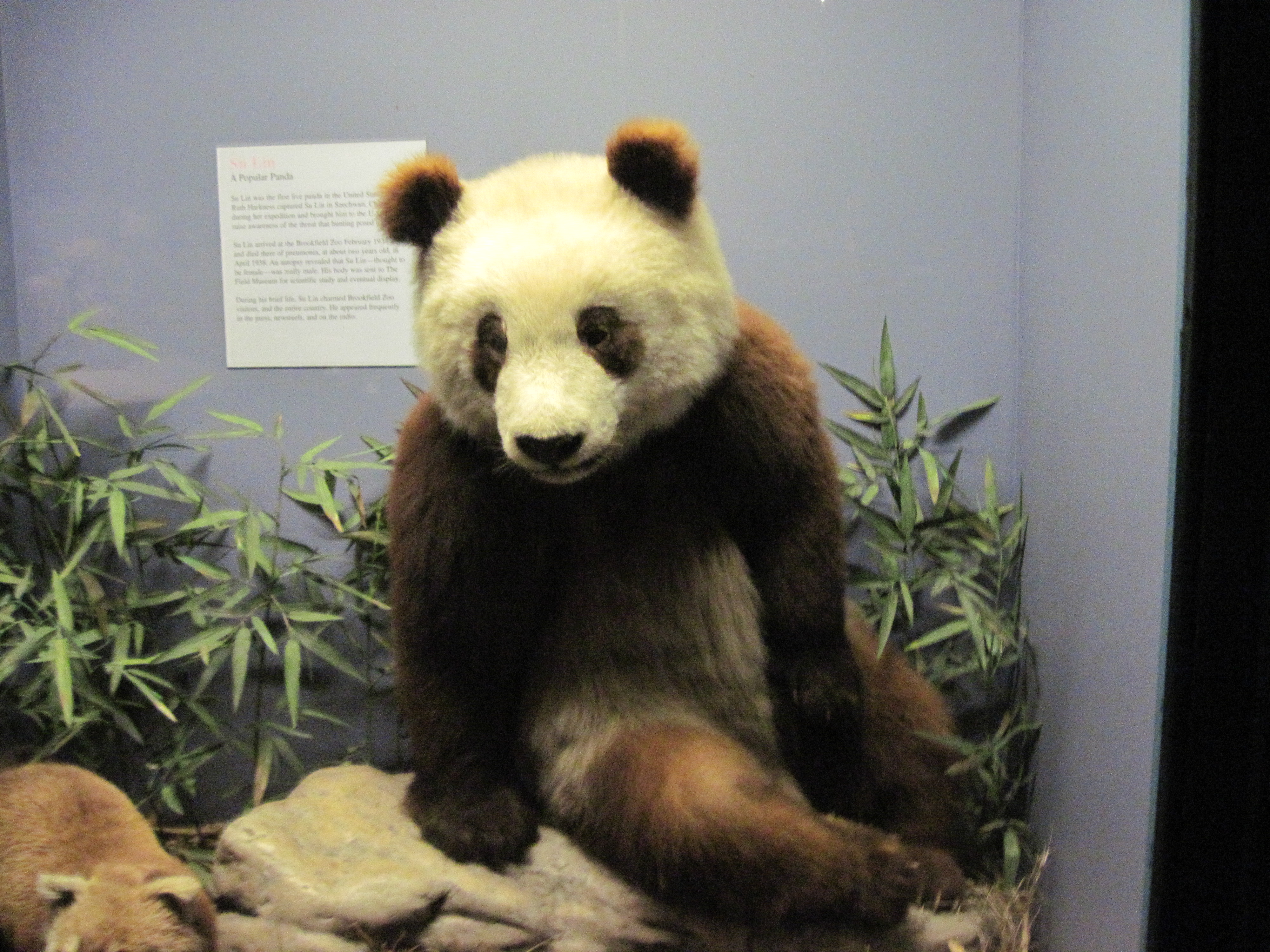
大熊猫「蘇琳（英语：Su Lin (1930s giant panda)）」
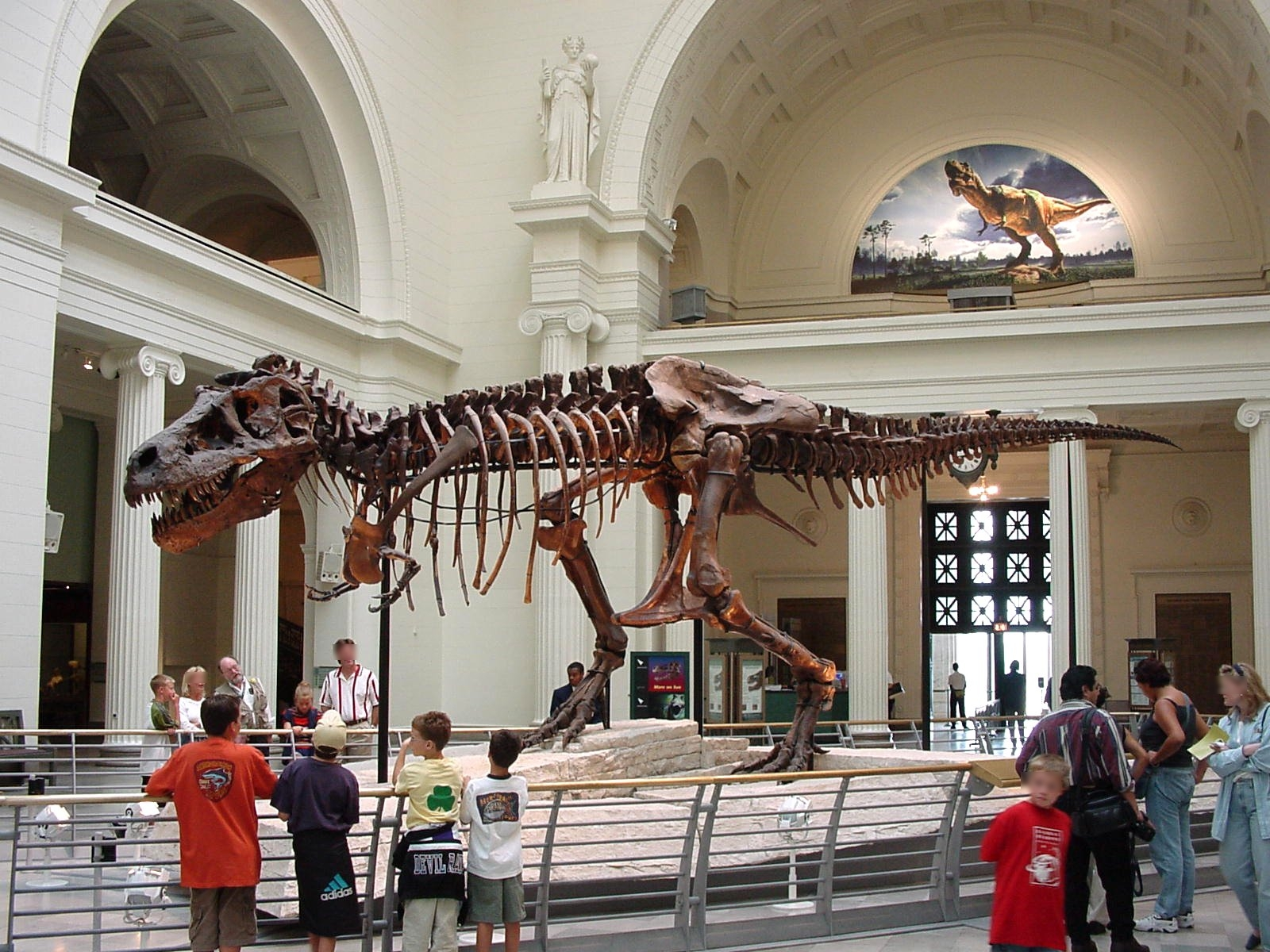
蘇
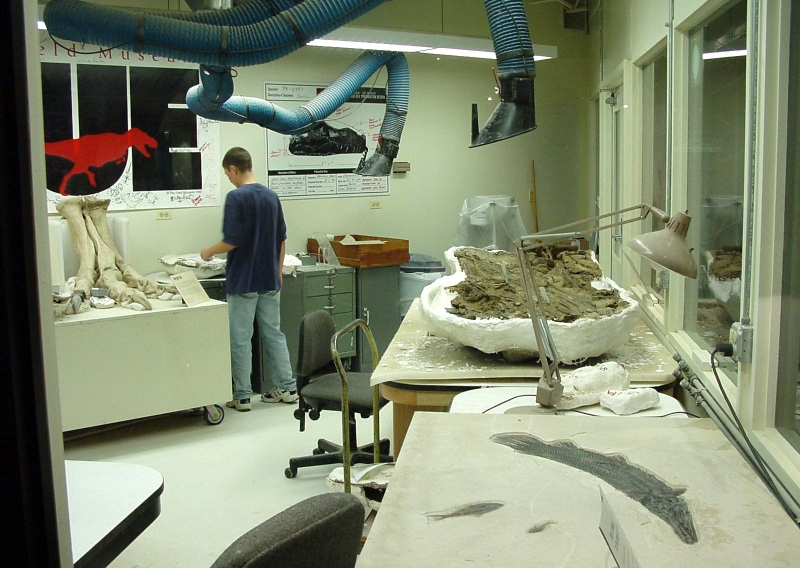
麥當勞化石準備實驗室
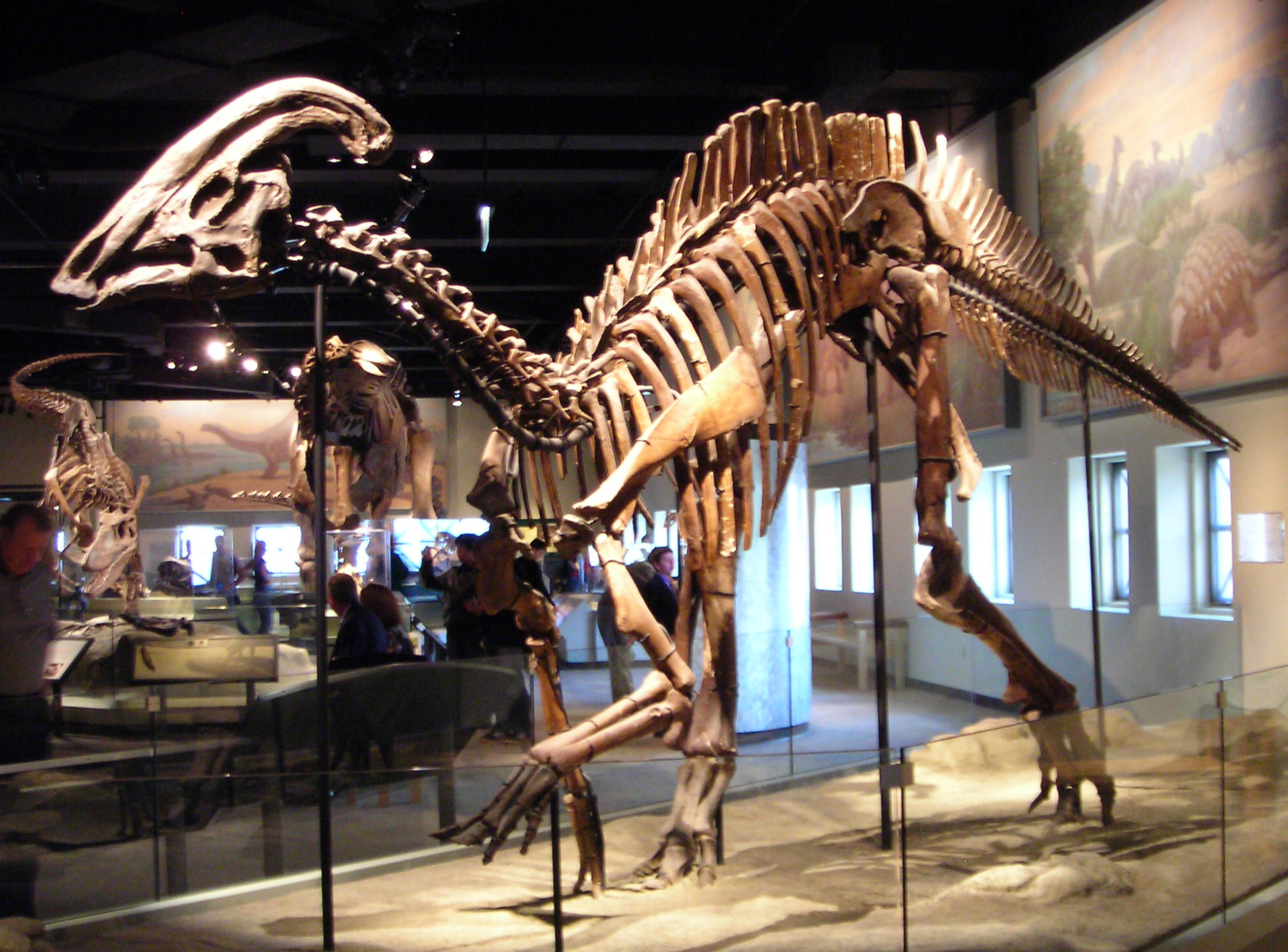
副櫛龍的骨架
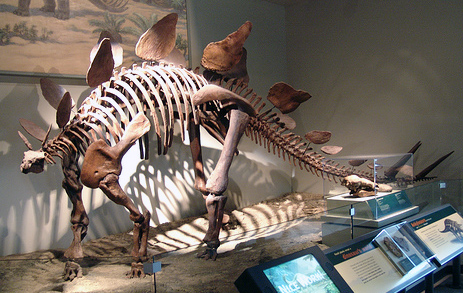
劍龍的骨架
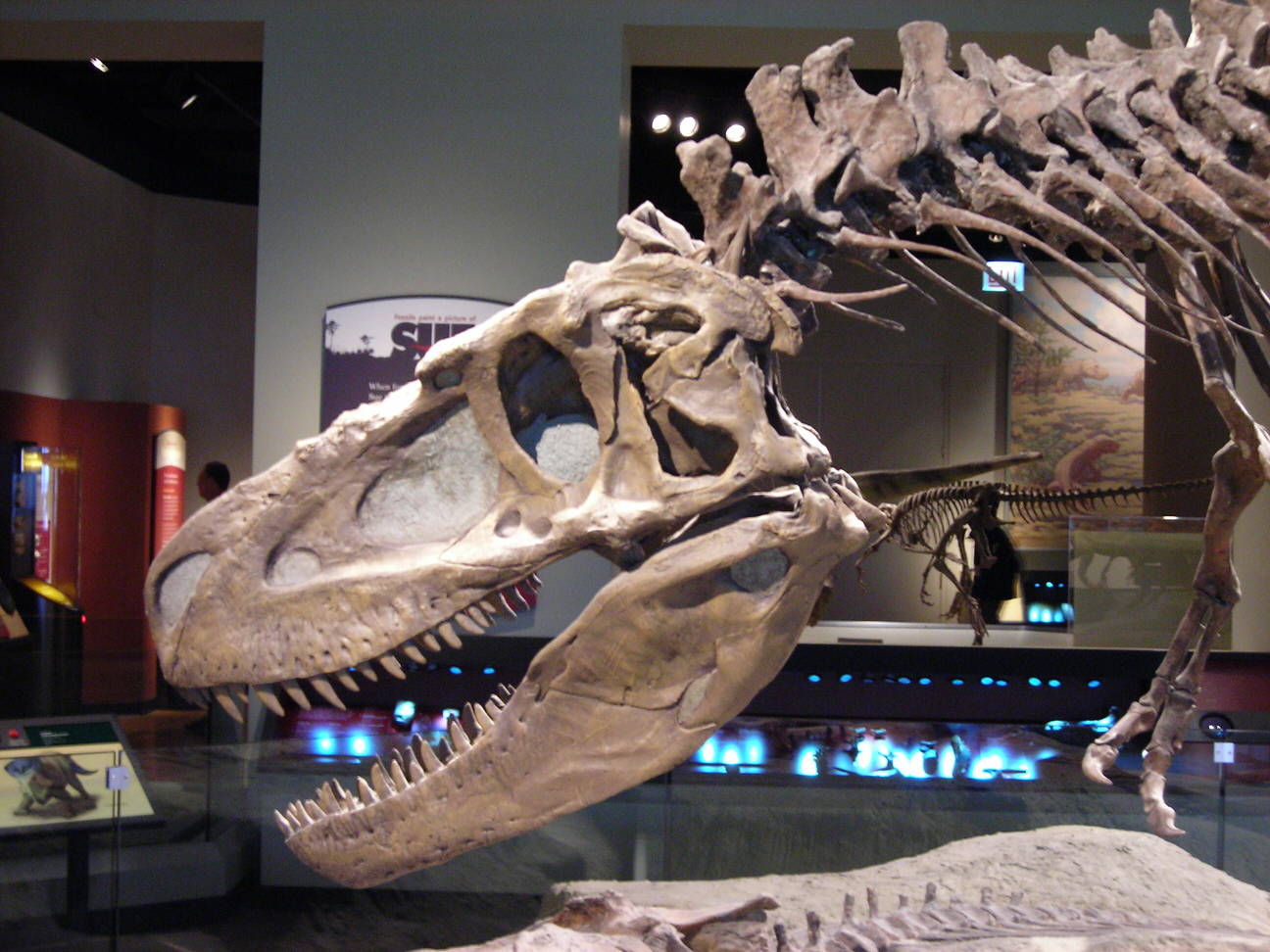
懼龍的骨架
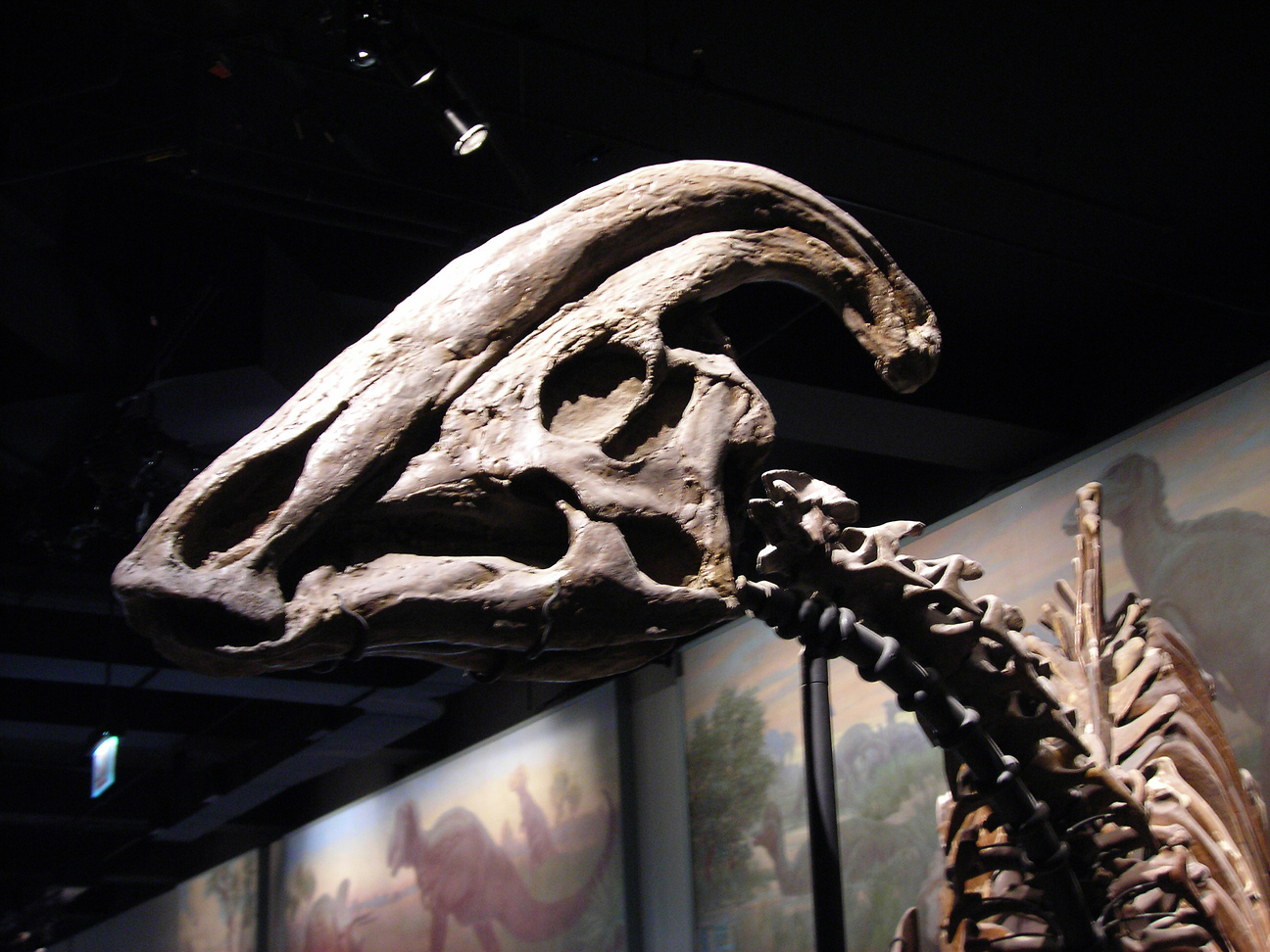
副櫛龍的頭蓋骨
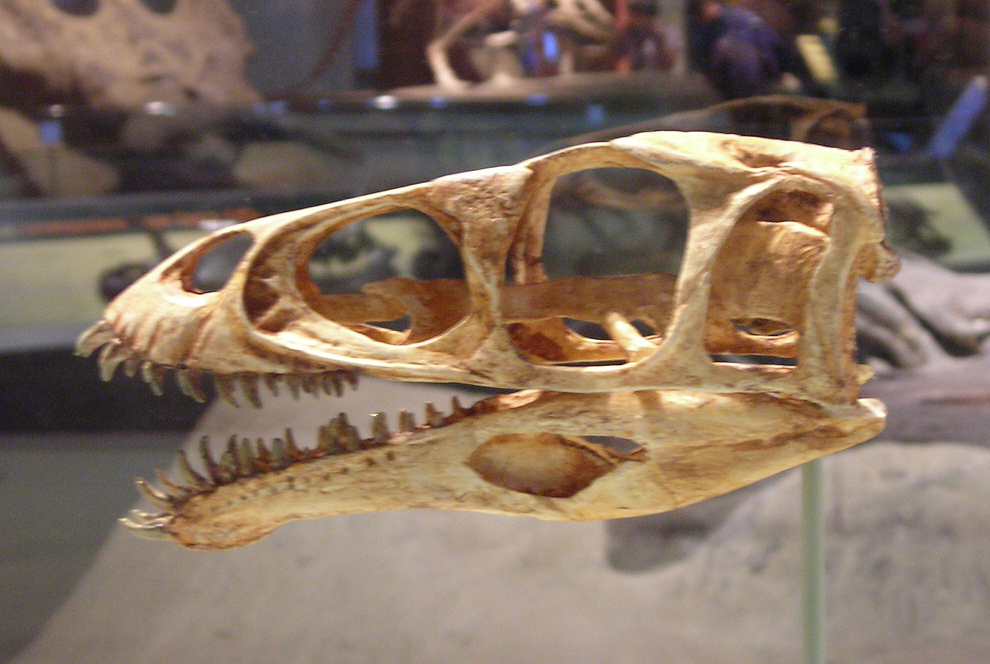
惡龍的頭蓋骨
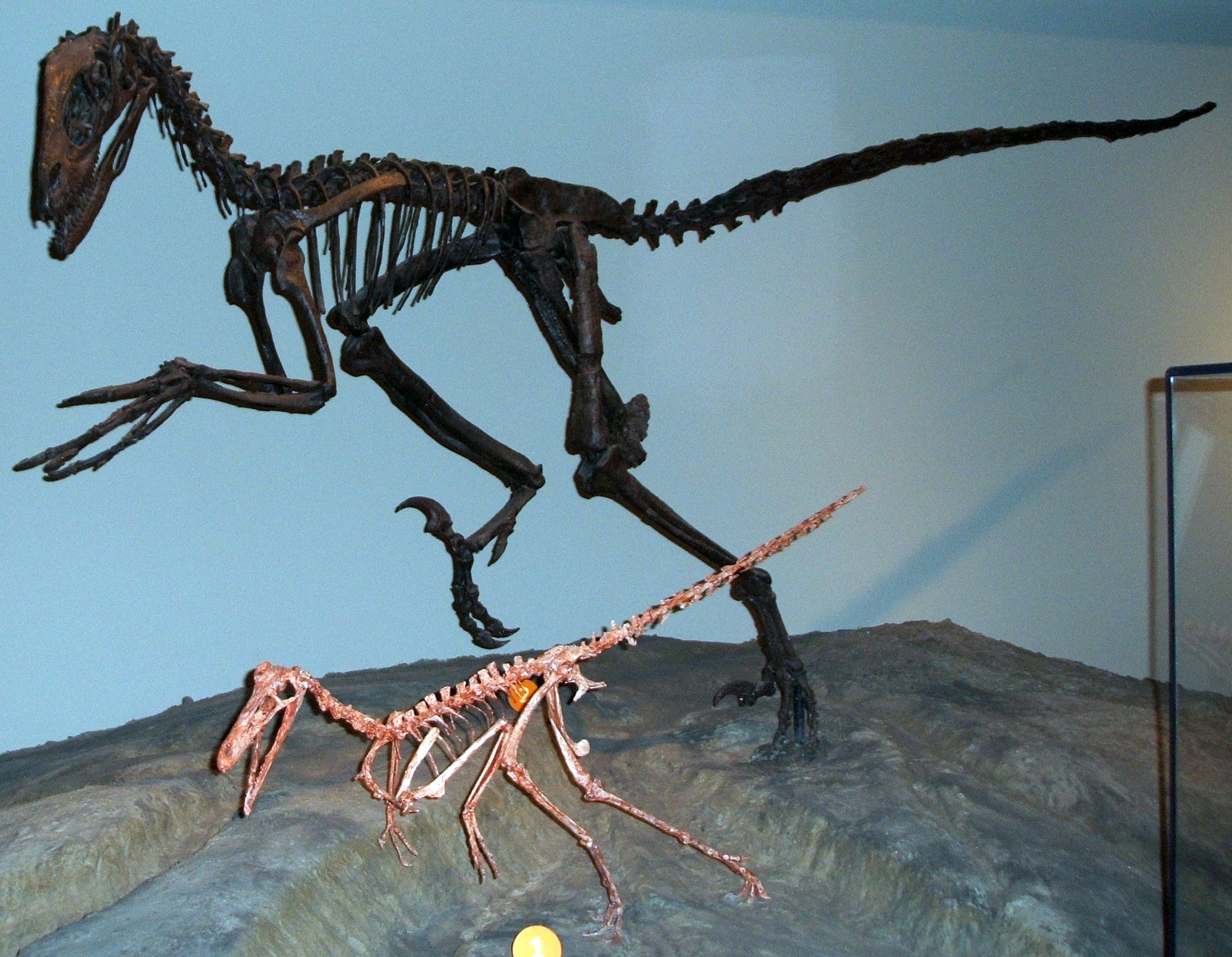
鷲龍與恐爪龍的骨架
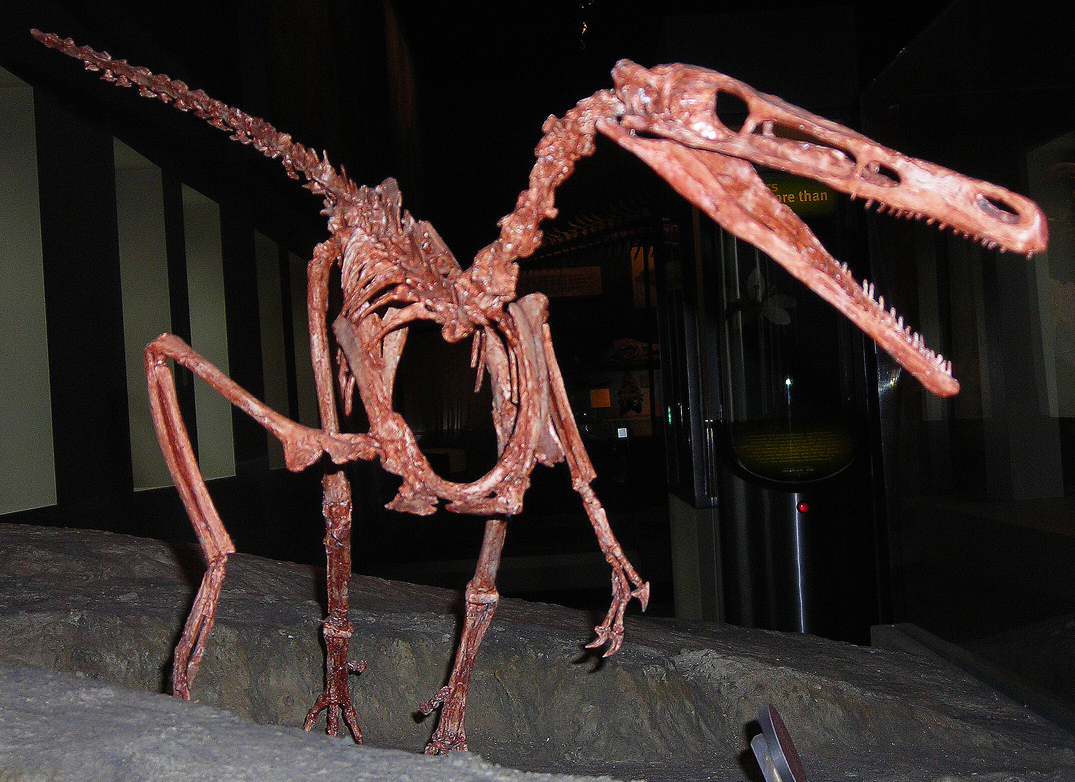
鷲龍的骨架
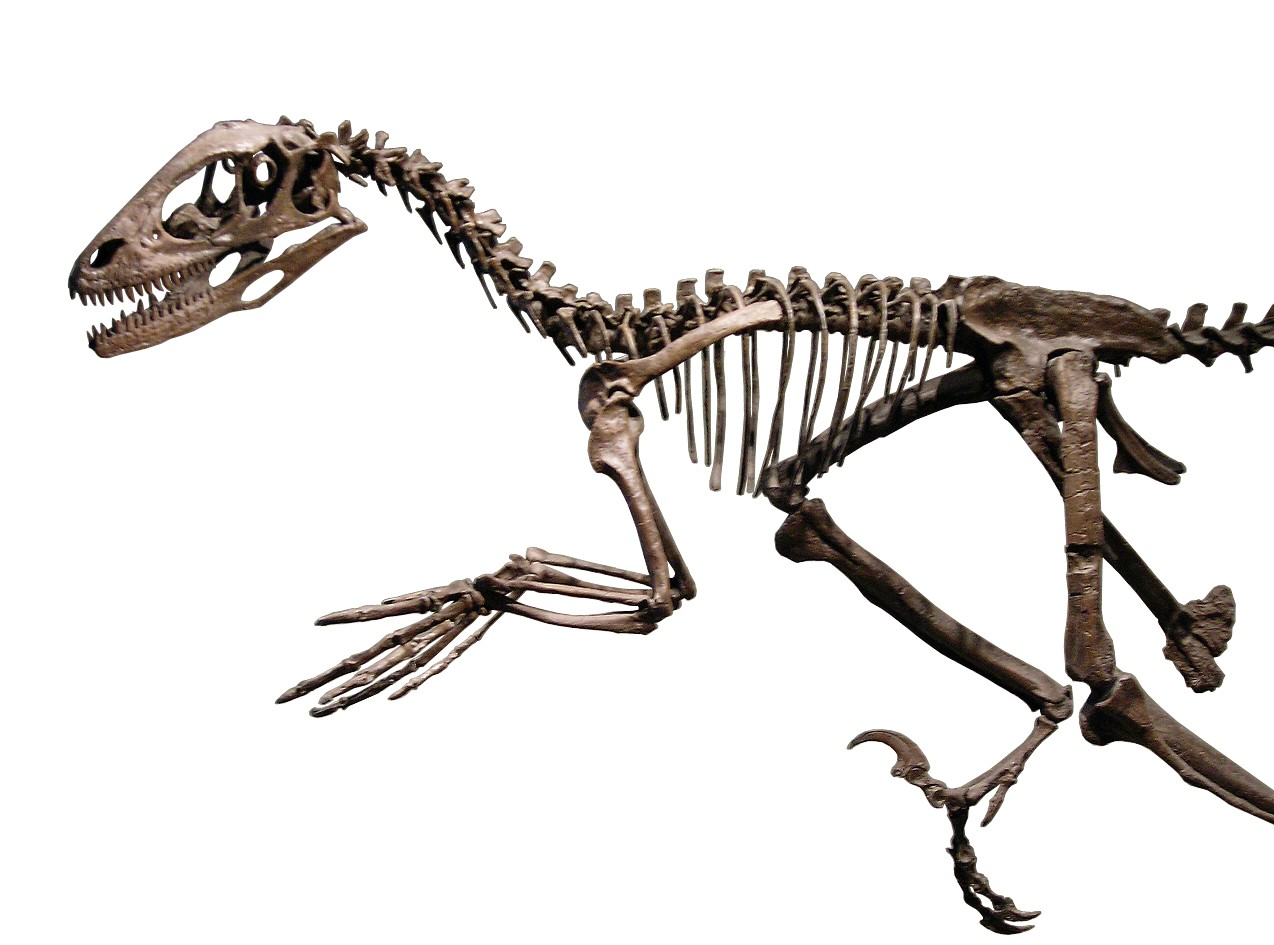
恐爪龍的骨架
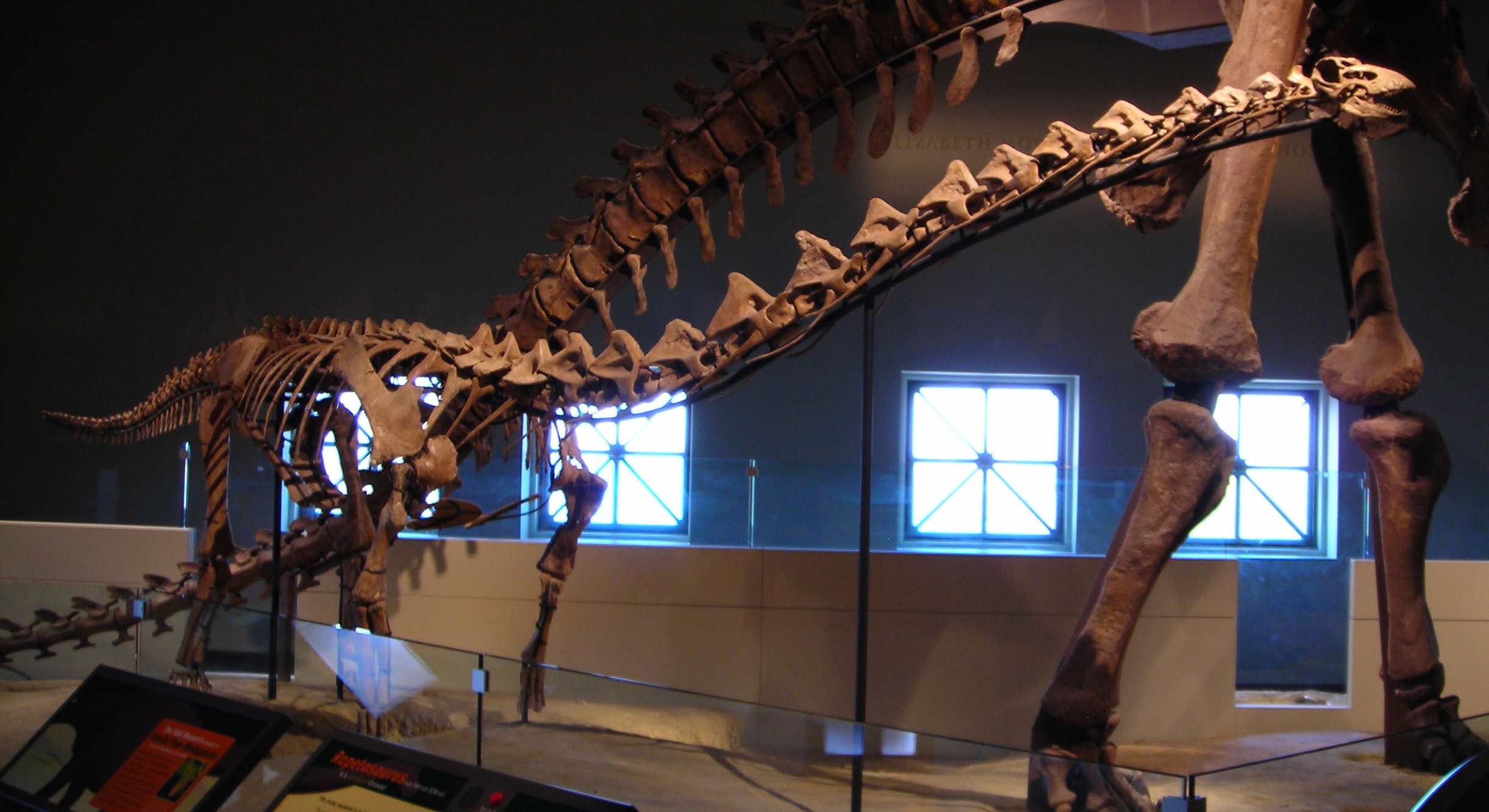
掠食龍的骨架
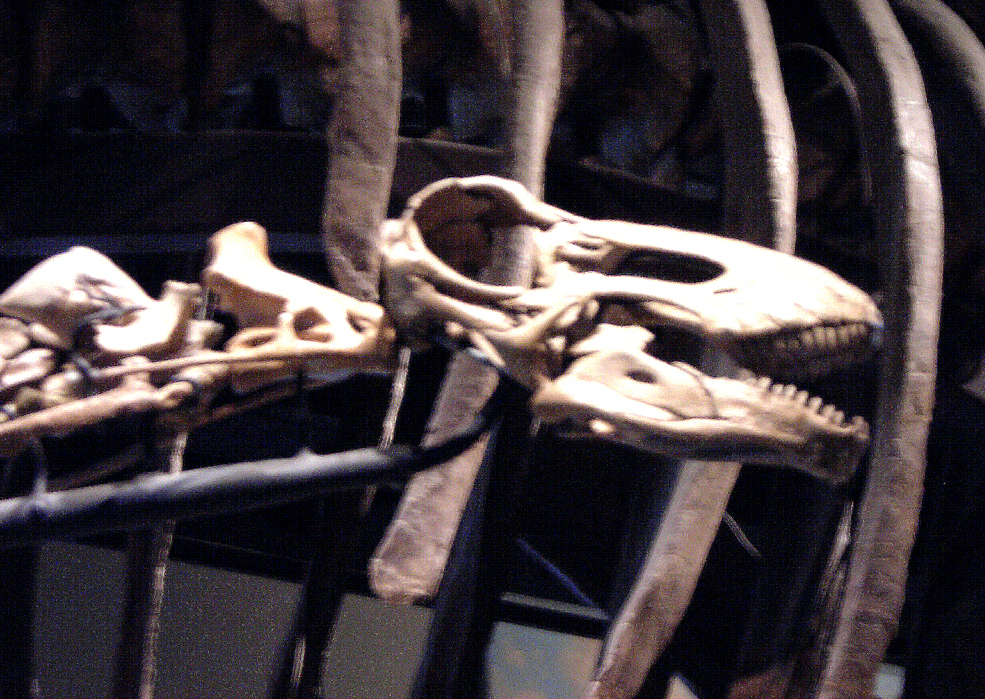
掠食龍的頭蓋骨
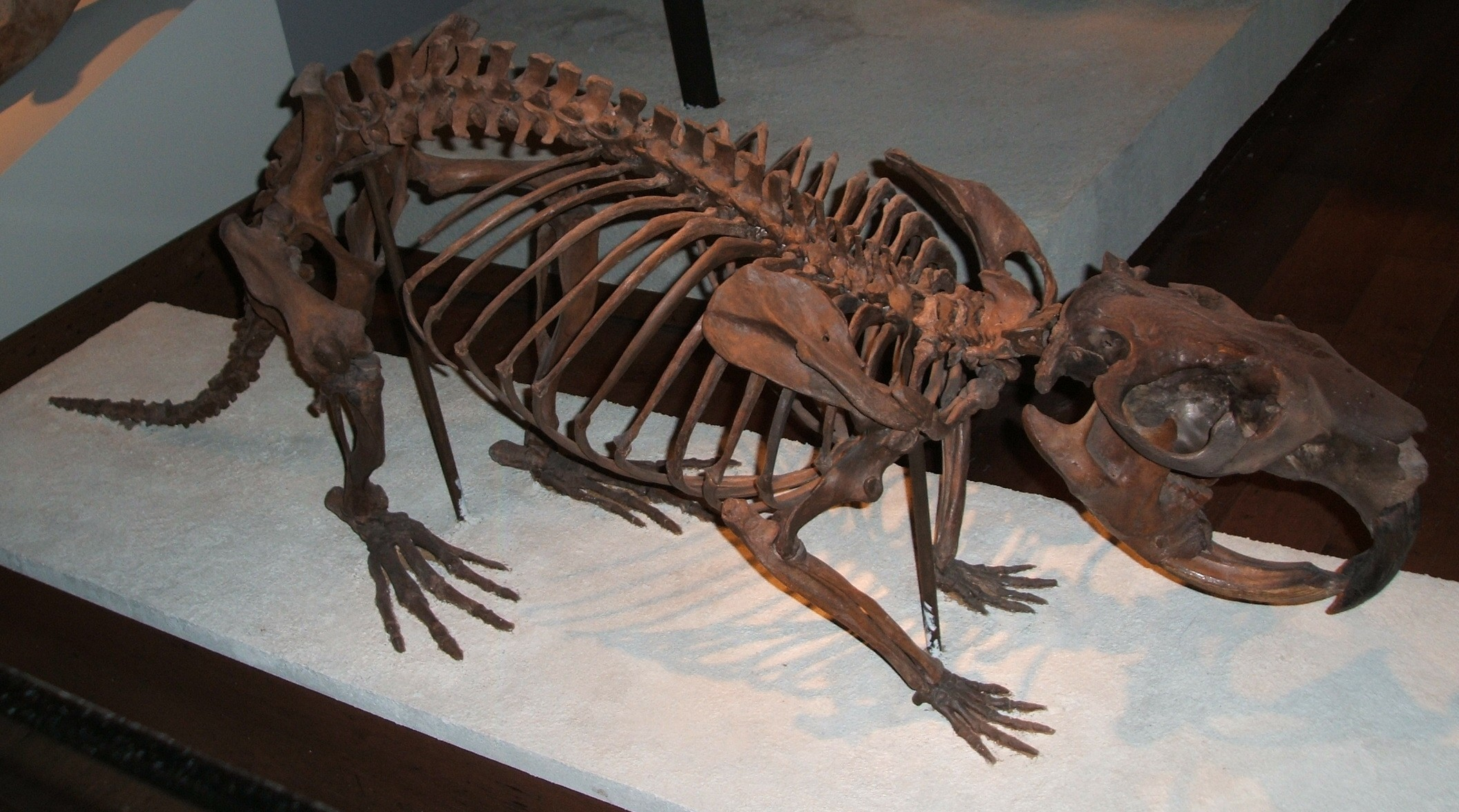
哺乳類的骨架
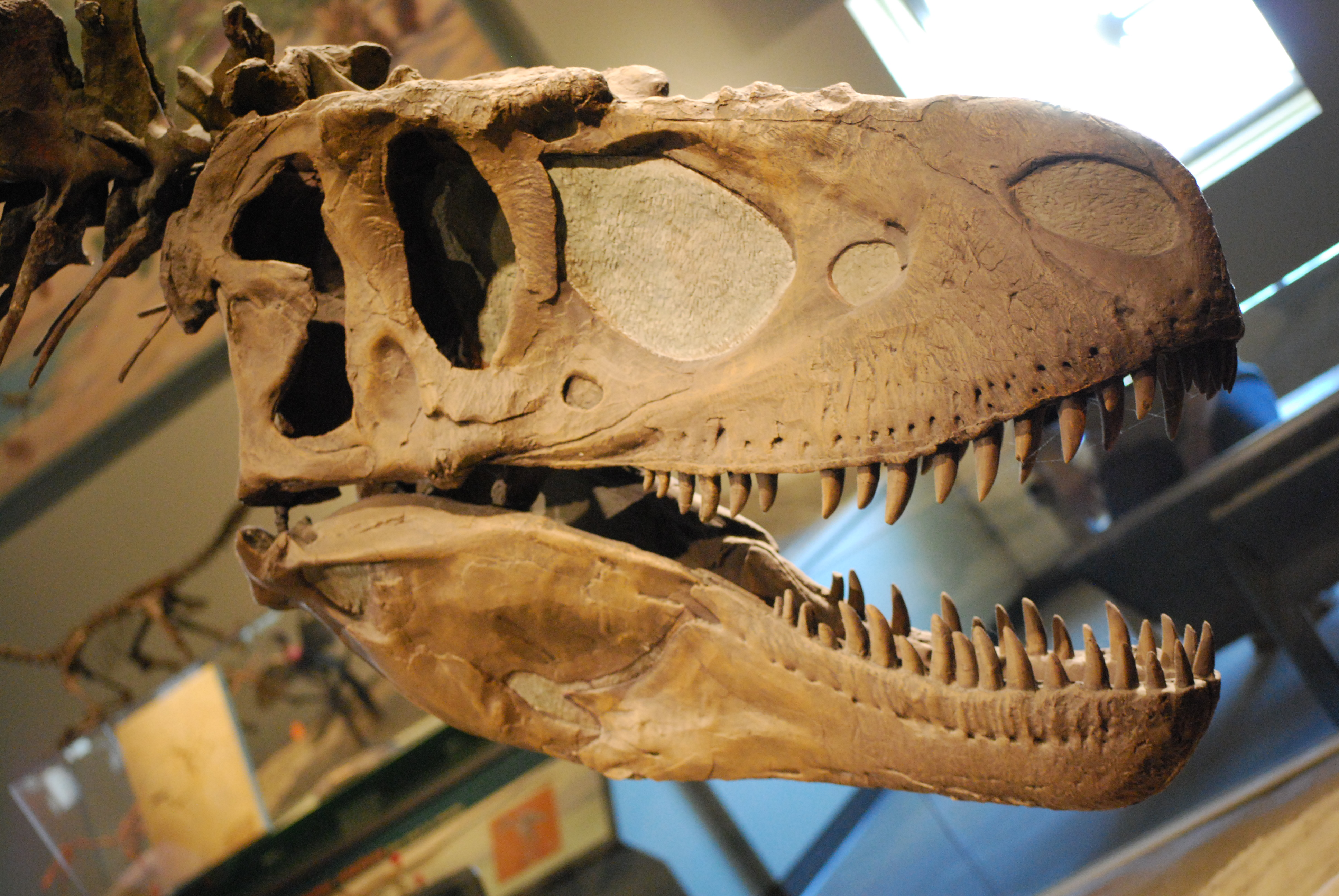
懼龍的頭蓋骨
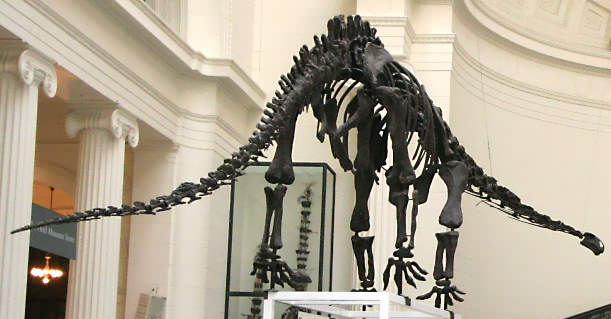
馬門溪龍的骨架
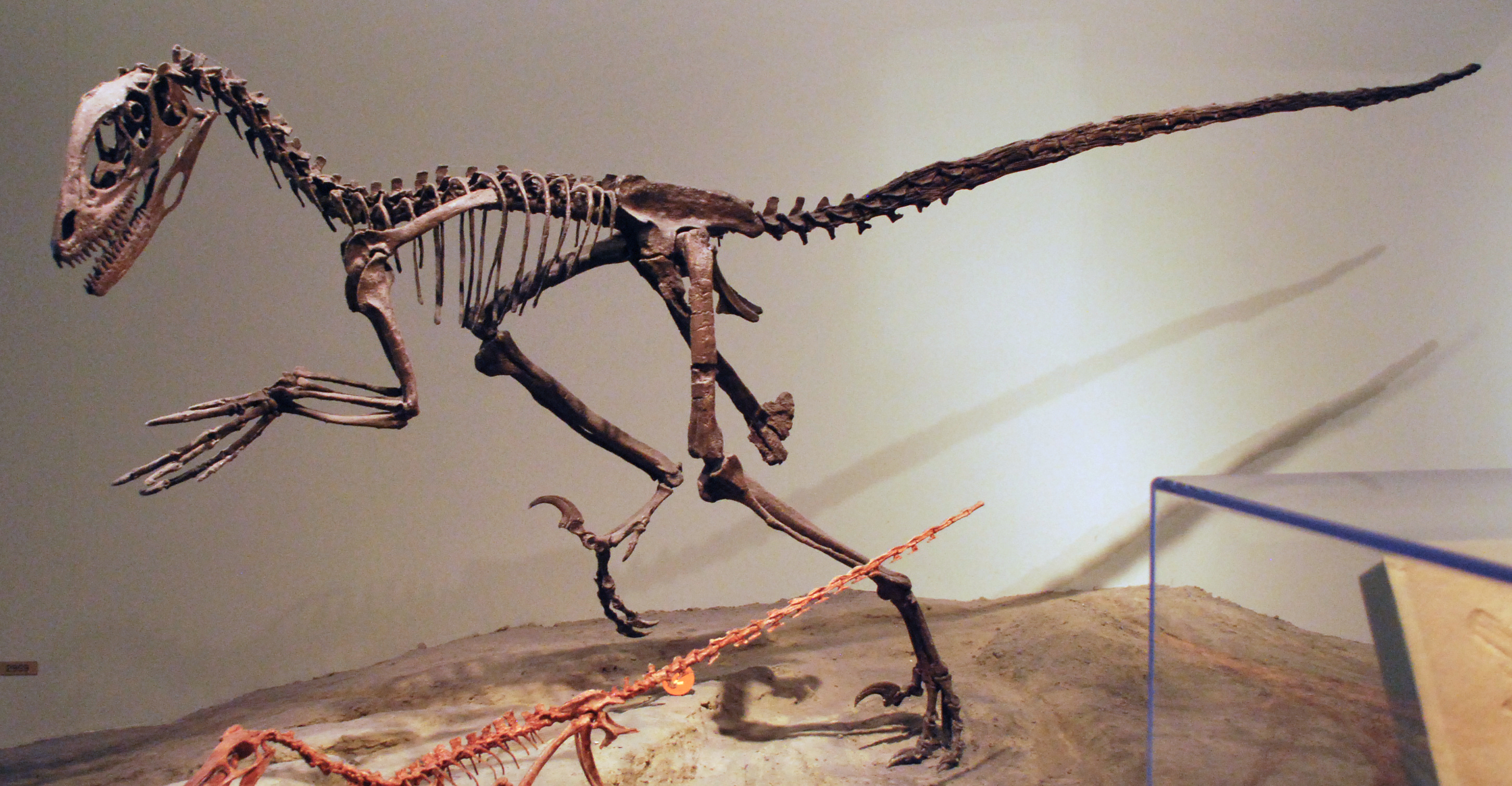
恐爪龍的骨架
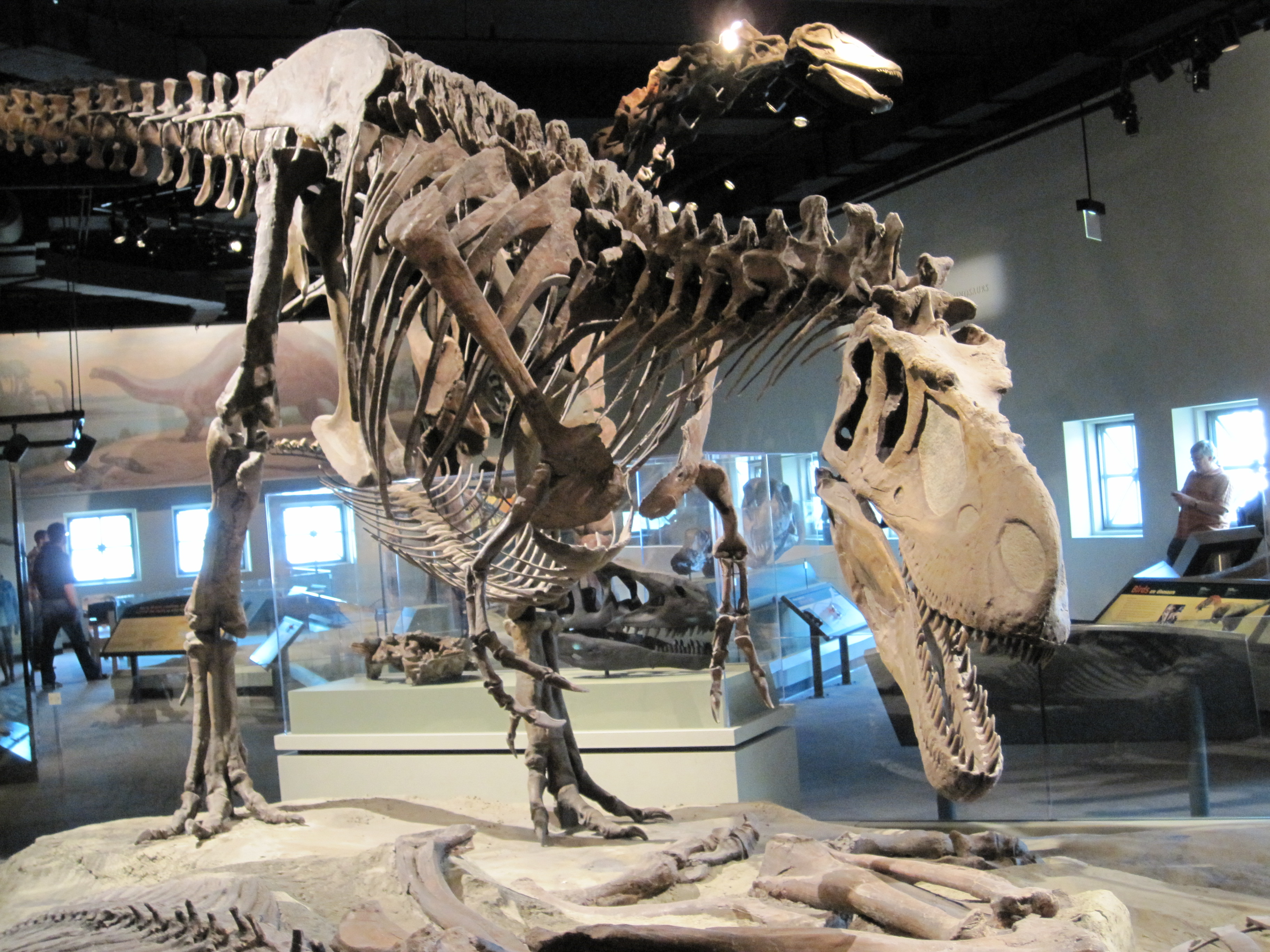
懼龍的正面
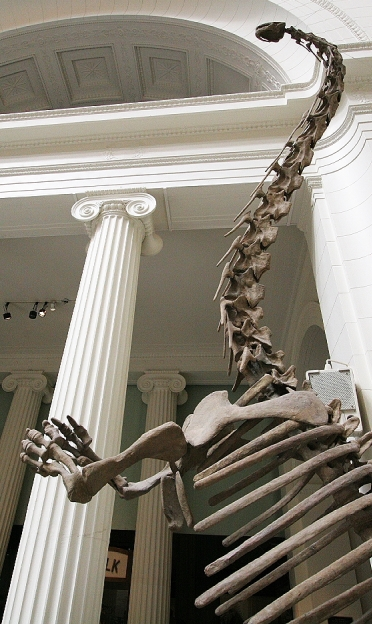
馬門溪龍的背面
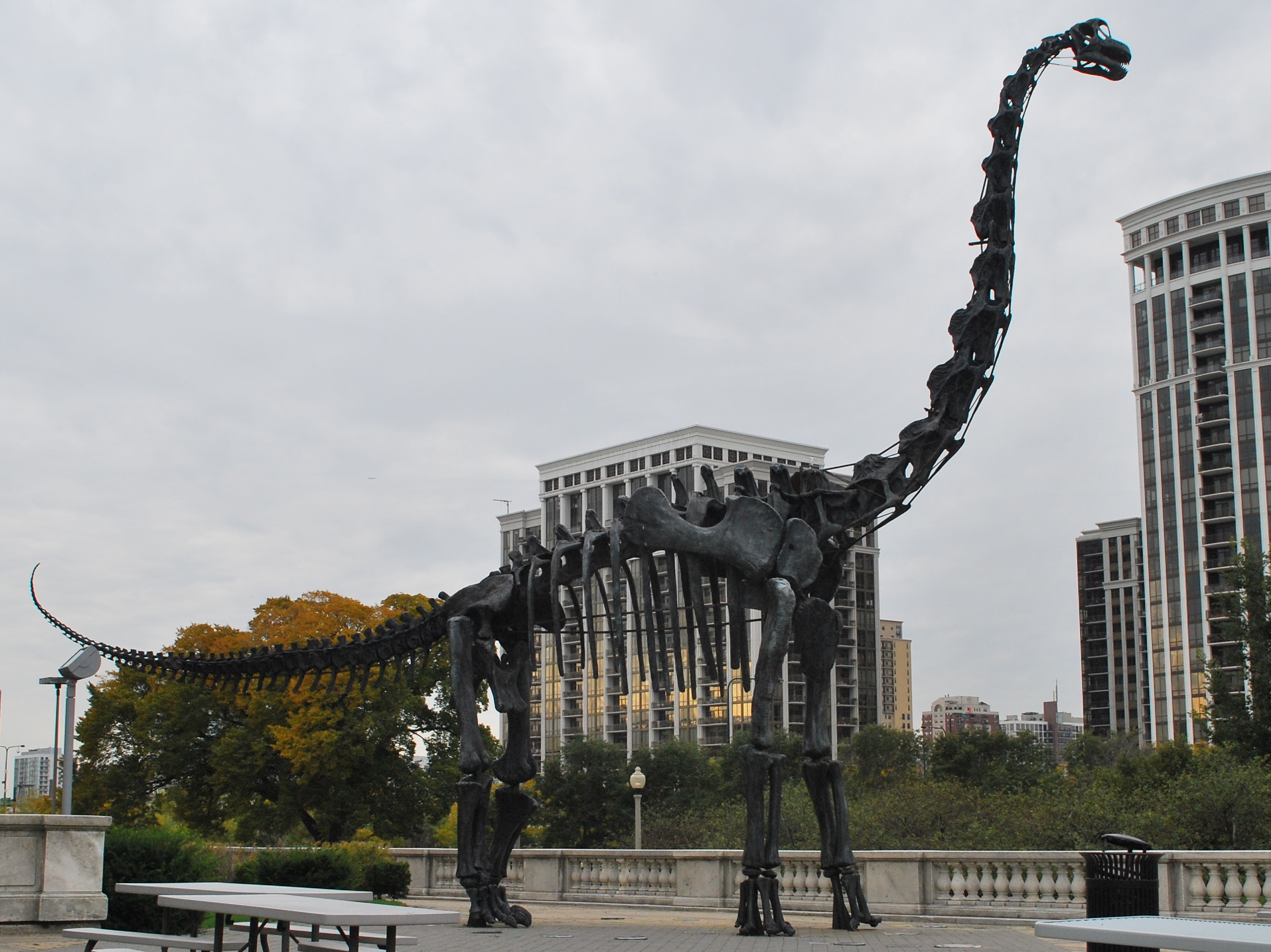
腕龍 的骨架
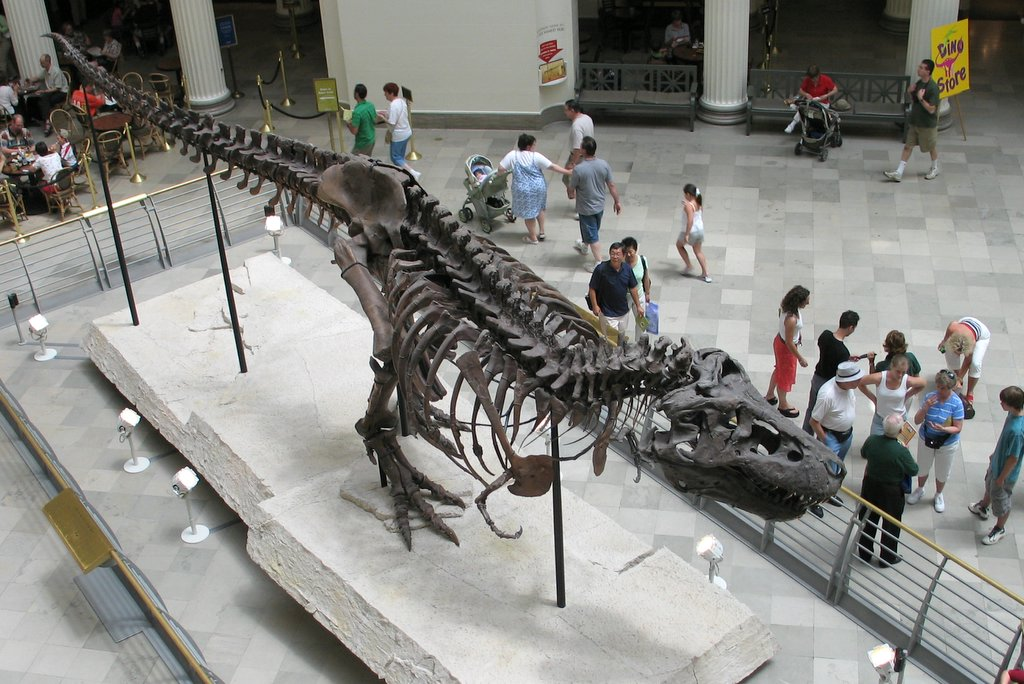
暴龍化石「蘇」（Sue）。

## 外部連結
- 官方网站
- The Field Museum （页面存档备份，存于） at Google Cultural Institute
- Field Museum photo archives （页面存档备份，存于）